# 2927 Аламоса
2927 Аламоса (1981 TM, 1936 OA, 1975 EN2, 2927 Alamosa) — астероїд головного поясу, відкритий 5 жовтня 1981 року.
Тіссеранів параметр щодо Юпітера — 3,370.